# 朱茂晥
朱茂晥（?—?），字子芾，号芾園，明代书法家。

## 生平
早歲受知于吳範君。擅细书。明末诸生，“雅好集句，客至觞行，恒举如联，坐客服其工緻”。明亡後不仕，私谥安度先生。

## 家族
兄朱茂曙。侄子朱彝尊。